# 拉沙萨涅
拉沙萨涅（法語：Lachassagne，法語發音：[laʃasaɲ]）是法国罗讷省的一个市镇，属于索恩河畔自由城区。

## 地理
拉沙萨涅（45°55'31"N, 4°41'15"E）面积3.53 平方千米，位于法国奥弗涅-罗讷-阿尔卑斯大区罗讷省，该省份为法国中东部省份，北起顺时针与索恩-卢瓦尔省、安省、里昂大都会、伊泽尔省和卢瓦尔省接壤。
与拉沙萨涅接壤的市镇（或旧市镇、城区）包括：泰泽、昂斯、吕斯奈、马尔西。

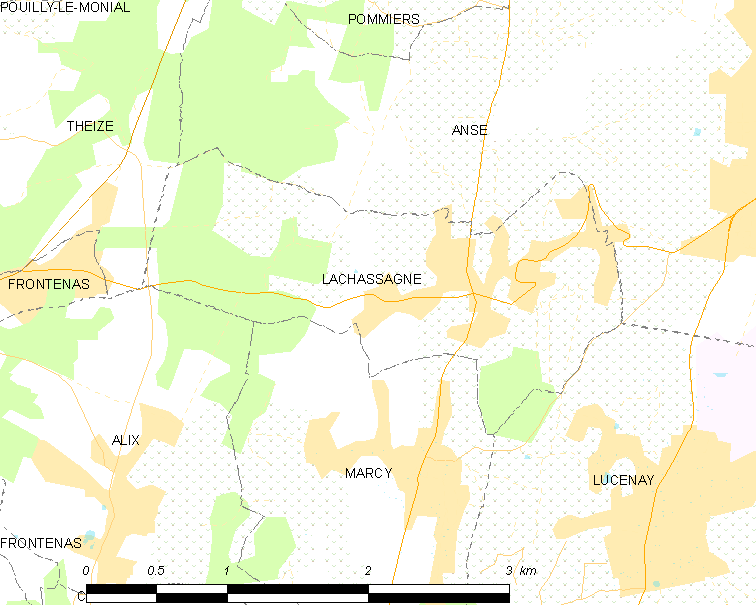
拉沙萨涅的OSM定位图

拉沙萨涅的时区为UTC+01:00、UTC+02:00（夏令时）。

## 行政
拉沙萨涅的邮政编码为69480，INSEE市镇编码为69106。

## 政治
拉沙萨涅所属的省级选区为昂斯县。

## 人口

1962-2008年间拉沙萨涅人口变化图示

拉沙萨涅于2022年1月1日时的人口数量为1334人。